# Littoridina gaudichaudii
† Littoridina gaudichaudii là một loài ốc cỡ nhỏ nước ngọt có mang và nắp, là động vật thân mềm chân bụng sống dưới nước thuộc họ Hydrobiidae.
Đây là loài đặc hữu của Ecuador. Nó đã tuyệt chủng.